# 圖康伯西群島
圖康伯西群島〈英文：Tukangbesi Islands〉是印度尼西亞的群島，位於布頓島以東的班達海，與布頓島隔着Kolowana Watabo海灣，由4個島嶼和多個小島組成，行政方面由東南蘇拉威西省瓦卡托比县負責管轄，總面積約821平方公里，以图康伯西语為主要語言。